# Drukgyegang
Drukgyegang är en gewog i Bhutan.   Den ligger i distriktet Dagana, i den sydvästra delen av landet, 70 kilometer sydost om huvudstaden Thimphu.
I omgivningarna runt Drukgyegang växer i huvudsak blandskog. Runt Drukgyegang är det ganska tätbefolkat, med 139 invånare per kvadratkilometer.